# Федеральна служба державної статистики
Федеральна служба державної статистики (рос. Федеральная служба государственной статистики) або Росстат (раніше Госкомстат) — національний орган статистики Російської Федерації, є федеральним органом виконавчої влади, що здійснює функції з формування офіційної статистичної інформації про соціальні, економічні, демографічні, екологічні та інші суспільні процеси в Російській Федерації, а також в порядку і випадках, встановлених законодавством Російської Федерації, з контролю у сфері офіційного статистичного обліку.
24 грудня 2018 указом Прем'єр-міністра Д. Медведєва Росстат очолив Малков Павло Вікторович — "унікальний у вітчизняній історії випадок, коли головне управління статистики очолює людина без відповідної профільної освіти та наукового ступеня в галузі статистики. Після зміни керівника Росстат одразу переглянув попередній прогноз і сповістив про рекордне зростання економіки, що на думку провідних експертів та відповідно до альтернативних статистичних даних не відповідає дійсності.